# با یک زامبی راه رفتم
با یک زامبی راه رفتم (انگلیسی: I Walked with a Zombie) فیلمی در ژانر ترسناک و فانتزی به کارگردانی ژاک تورنر است که در سال ۱۹۴۳ منتشر شد.

## بازیگران
- جیمز الیسون
- تام کانوی
- فرنسیس دی
- ایدیت برت
- جیمز بل
- ترزا هریس
- جیمز الیسون